# Сульфид платины(IV)
Сульфид платины(IV) — неорганическое соединение, 
соль металла платины и сероводородной кислоты с формулой PtS2,
чёрно-коричневые кристаллы,
не растворяется в воде.

## Получение
- Пропускание сероводорода через раствор хлорида платины(IV):

{\displaystyle {\mathsf {PtCl_{4}+2H_{2}S\ {\xrightarrow {}}\ PtS_{2}\downarrow +4HCl}}}

## Физические свойства
Сульфид платины(IV) образует чёрно-коричневые кристаллы
тригональной сингонии,
пространственная группа P 3m1,
параметры ячейки a = 0,353 нм, c = 0,501 нм, Z = 1.
Не растворяется в воде.

## Химические свойства
- Разлагается при нагревании:

{\displaystyle {\mathsf {PtS_{2}\ {\xrightarrow {225-250^{o}C}}\ PtS+S}}}